# 王梓木
王梓木（1895年—1967年6月18日）黑龙江省木兰县人，中华人民共和国政治人物。

## 生平
早年就读于冯玉祥的西北军军官学校。自1925年加入中国共产党后一直在冯玉祥的西北军中做中共秘密工作。1930年，在中原大战中负伤失去了一条腿。抗日战争时期先后在武汉和重庆中共中央南方局军事组及统战工作委员会工作。1939年任八路军驻重庆高级军事参议。
 1944年底随周恩来撤回延安。1945年任第十八集团军总司令部高级参谋。后在晋冀鲁豫中央局城工部工作。1948年8月任嫩江省政府副主席，1949年5月任黑龙江省副省长，1954年任鞍山市副市长，1958年任辽宁省副省长。“文革”中受迫害，于1967年6月18日在沈阳逝世。